# Symplocos matthewsii
Symplocos matthewsii är en tvåhjärtbladig växtart som beskrevs av A. Dc. Symplocos matthewsii ingår i släktet Symplocos och familjen Symplocaceae. Inga underarter finns listade i Catalogue of Life.